# جزيرة الدب (أنتاركتيكا)
جزيرة الدب أو جزيرة تنينتي غونزاليس هي جزيرة صخرية واقعة ميلا واحدا غرب جزيرة ستونينغتون في خليج مارغريت، قبالة ساحل أرض غراهام.
جزيرة الدب تقع في كانت جزيرة معروفة في البعثة البريطانية لأرض غراهام (BGLE) (1934-1937) بعثة برنامج الولايات المتحدة في أنتاركتيكا (USAS) (1939-1941) ، و كلتاهما مقرها في منطقة جزيرة ستونينغتون.
جزيرة الدب جرى مسحها في عام 1947 من طرف مسح جزر فوكلاند (FIDS) ، الذي أطلق عليها اسم دب يو س س ، سفينة برنامج الولايات المتحدة في أنتاركتيكا (USAS) التي زارت هذه المنطقة في عام 1940.